# Янковский, Николай Казимирович
Никола́й Казими́рович Янко́вский (род. 1948) — советский и российский генетик, специалист в области геномики и биотехнологии, член-корреспондент РАН (2008), академик РАН (2016).

## Биография
Родился 21 июня 1948 года в Москве.
В 1971 году окончил кафедру генетики и селекции биолого-почвенного факультета Ленинградского государственного университета.
С 1971 по 1990 годы работал во ВНИИ генетики Минмедпрома.
В 1975 году защитил кандидатскую диссертацию «Выделение и изучение мутантов бактериофага Т4В по новым генам, влияющим на лизис инфицированных бактерий», в 1987 году — докторскую диссертацию «Конструирование и анализ клонотек геномов с помощью фагово-плазмидных векторных молекул». В 1989 году присвоено учёное звание профессора.
В 1991 году перешёл на работу в Институт общей генетики имени Н. И. Вавилова РАН, куда Н. К. Янковский был приглашён академиком С. В. Шестаковым, тогдашним директором ИОГен, заниматься исследованиями по программе «Геном человека».
С 2006 по 2016 год — директор ИОГен РАН.
29 мая 2008 года избран членом-корреспондентом РАН по Отделению биологических наук (генетика), 28 октября 2016 года избран академиком РАН.
С 2016 года — научный руководитель ИОГен РАН.

## Научная деятельность[1]
Специалист в области генетики и геномики, биотехнологии.
Являлся руководителем 21 гранта, в том числе 8 зарубежных.
Автор 9 патентов и более 120 научных работ, 1 монографии, а также более 30 научно-популярных статей и одной книги.
Профессор кафедры генетики и селекции биологического факультета МГУ, профессор МФТИ.
Под его руководством защищены 19 кандидатских и 6 докторских диссертации.

### Участие в научных организациях[1]
- заместитель председателя, с 2023 года председатель  Научного совета по генетике и селекции РАН
- вице-президент Вавиловского общества генетиков и Селекционеров (ВОГИС)[5]
- член Научного совета РАМН по медицинской генетике
- член Российского Комитета по биоэтике
- член Экспертной комиссии по биологическим наукам ВАК РФ
- эксперт Минобрнауки РФ, РФФИ, ИНТАС
- эксперт Седьмой рамочной программы Евросоюза (FP7 EU)
- главный редактор журнала «Генетика», член редколлегий журналов «Экологическая генетика», «Информационный Вестник ВОГиС», «Вестник биотехнологии и физико-химической биологии им. Ю. А. Овчинникова», «Acta Naturae»
- дважды избирался в состав Всемирного совета Международной организации по исследованию генома человека (HUGO), основал и возглавлял Комиссию HUGO по образованию и информации в геномике.
- отказался проводить генетическое исследование останков старца Фёдора Кузьмича, на предмет его сходства с Александром I, сочтя данный вопрос незначительным

## Награды
- Орден Дружбы (5 февраля 2024 года) — за большой вклад в развитие отечественной науки, многолетнюю плодотворную деятельность и в связи с 300-летием со дня основания Российской академии наук[6]
- лауреат премии Совета Министров СССР (1981) — за развитие ферментной базы генно-инженерных исследований[1]
- лауреат премии имени А. А. Баева за достижения в геномных исследованиях генов-онкосупрессоров (1998 год)[7]
- дважды лауреат конкурсов РФФИ за лучшую научно-популярную статью года (в 1998 и 1999 годах)[1]